# Garrapatas (película)
Ticks, también conocida como Infested, es una película de terror de 1993 dirigida por Tony Randel y protagonizada por Peter Scolari, Seth Green, Rosalind Allen, Ami Dolenz, Alfonso Ribeiro y Clint Howard.

## Trama
El traficante de drogas Jarvis Tanner usa esteroides para mejorar las plantas de marihuana . La salida de su operación ha mutado las garrapatas locales. Tyler Burns es enviado a unirse a un proyecto del desierto del centro de la ciudad en un intento de conquistar su miedo a los bosques, dirigido por Holly Lambert y Charles Danson. Tyler conoce a sus compañeros de campamento Darrel "Panic" Lumley, la hija de Charles, Melissa, Dee Dee Davenport, Rome Hernandez y Kelly Mishimoto. Se detienen en una tienda para conseguir suministros. Mientras está allí, Melissa se enfrenta a Sir y Jerry, dos lugareños. Jerry acosa a Melissa, pero Sir le dice que la deje en paz. El hámster de Jarvis muere a causa de una garrapata. Cuando Jarvis investiga, es atacado por una garrapata antes de entrar en una trampa para osos y le caen varios huevos de garrapata.

El grupo llega al campamento. Mientras están en su cabaña, Tyler, Panic y Rome descubren un huevo de garrapata, que Tyler destruye. Mientras hace una caminata, Melissa es atacada por una garrapata que Tyler esquiva. Cuando Tyler y Melissa informan a Charles, él los despide. El perro de Panic, Brutus, es atacado y asesinado por otra garrapata. Molesto, Panic abandona el campamento. Tyler lleva el cuerpo de Brutus a un veterinario, quien descubre una garrapata dentro de Brutus. La garrapata, aún viva, corretea por la habitación hasta que el veterinario la mata.
Pánico, mientras camina por el bosque, es atacado por una garrapata. Se quita la mayor parte, pero su cabeza se hunde dentro de él. Mientras pescan, Kelly y Mellissa descubren el cadáver del sheriff Parker. Didi encuentra a Jarvis, a quien le han amputado las piernas y le han metido garrapatas en su interior. Jarvis queda atrapado en otra trampa para osos y su cara explota, provocando que una garrapata se adhiera a Didi, pero Tyler lo mata. Panic tropieza con la granja de marihuana de Sir y Jerry, y Sir le dispara a Panic, pero accidentalmente hace que explote un tanque de propano, provocando un incendio forestal.
El grupo se refugia del furioso fuego en la cabaña. Charles deja entrar a Sir y Jerry, pero llega Panic herido y le dice al grupo que Sir le disparó antes de morir. Sir dispara a Charles mientras Jerry intenta tomar la camioneta. Una garrapata mata a Jerry, quien choca el auto contra la cabina, hiriendo a Sir. Una gran garrapata emerge del cadáver de Panic y ataca a Sir. Tyler conduce la camioneta por la ventana, pero la garrapata grande ataca a Rome. Tyler le prende fuego, lo mata, y los sobrevivientes regresan a la civilización. En un depósito de chatarra, un huevo de garrapata pulsante cae debajo de la camioneta.

## Producción
A Doug Beswick se le ocurrió la idea de la película y supervisó los efectos especiales, además de ser el productor asociado de la película. La película se rodó en Big Bear Lake, California.

## Inicio Medios
Ticks fue lanzado por primera vez directo a video en 1994 por Republic Pictures y luego Olive Films en DVD y Blu-ray en 2013. Funcionó durante 85 minutos. Vinegar Syndrome obtuvo la licencia y lanzó la película en 4K Blu-ray y Blu-ray en octubre de 2021, con un escaneo 4K completamente nuevo del elemento interpositivo de la película. Se descubrió que el tiempo de ejecución original de la película era de 94 minutos, que contenía 9 minutos de metraje no visto en televisión y todos los lanzamientos de videos caseros anteriores. El lanzamiento también incluye una serie de extras como comentarios, documentales sobre cómo se hizo y más.